# Овсянниково (Судогодский район)
Овсянниково — деревня в Судогодском районе Владимирской области, входит в состав Головинского сельского поселения.

## География
Деревня расположена в 3 км на восток от центра поселения посёлка Головино и в 27 км на запад от райцентра города Судогда.

## История
В конце XIX — начале XX века деревня входила в состав Подольской волости Владимирского уезда. В 1859 году в деревне числилось 29 дворов, в 1905 году — 41 дворов, в 1926 году — 75 хозяйств и начальная школа.
С 1929 года деревня входила с состав Головинского сельсовета Владимирского района, с 1965 года — Судогодского района.

## Население
| 1859 | 1905 | 1926 | 2002 | 2010 | 2021 |
| ---- | ---- | ---- | ---- | ---- | ---- |
| 171  | ↗233 | ↗268 | ↘117 | ↘104 | ↘100 |

## Инфраструктура
В деревне находится сельский дом культуры.